# Ave María (cortometraje 2015)
Ave Maria es un cortometraje cómico escrito por Basil Khalil, Daniel Ka-Chun Chan y dirigido por Basil Khalil. El cortometraje, presentado en la 68.ª edición del Festival de Cannes,  fue nominado para el Óscar al mejor cortometraje en la 88.ª edición.

## Sinopsis
La rutina tranquila de cinco monjas carmelitas se interrumpe bruscamente cuando el coche de una familia de colonos israelíes judíos choca frente a su casa en Cisjordania contra una estatua de María. 
Llaman en petición de ayuda para regresar a su colonia. En primer lugar, nadie les abre, ya que el voto de silencio de las carmelitas no debe ser molestado. Pero finalmente detectan con horror que la estatua ha sido decapitada en el accidente. 
Los colonos piden asistencia a través del teléfono, pero en sábado no atiende ningún equipo técnico. Prueban a pedir un taxi; sin embargo, los árabes exigen precios exorbitantes, ya que son judíos. 
Finalmente reparan un coche viejo. Para evitar recibir un disparo de los judíos, por ser coche árabe, colocan una estatua de gran tamaño en el techo y continúan su viaje.

## Premios
- Festival International del Cine de Dubái, 2015: Mejor Cortometraje (premio Muhr).
- Festival de Cortos de Grenoble, 2015: Mejor guion.
- Festival del Cine Mediterráneo de Montpellier, 2015: Mejor Cortometraje (premio del Público).
- Festival Internacional de Cortos Palm Springs, 2015: Premio Especial del Jurado. Premio Cine sin Fronteras.